# Křivošín
Křivošín je malá vesnice, část města Jistebnice v okrese Tábor v Jihočeském kraji. Nachází se asi dva kilometry severovýchodně od Jistebnice. Křivošín leží v katastrálním území Orlov u Jistebnice o výměře 10,59 km².

## Historie
První písemná zmínka o vesnici pochází z roku 1545.

## Obyvatelstvo
| Rok            | 1869 | 1880 | 1890 | 1900 | 1910 | 1921 | 1930 | 1950 | 1961 | 1970 | 1980 | 1991 | 2001 | 2011 | 2021 |
| -------------- | ---- | ---- | ---- | ---- | ---- | ---- | ---- | ---- | ---- | ---- | ---- | ---- | ---- | ---- | ---- |
| Počet obyvatel | 74   | 84   | 74   | 69   | 71   | 69   | 66   | 46   | 43   | 43   | 53   | 43   | 31   | 33   | 35   |
| Počet domů     | 10   | 10   | 9    | 11   | 12   | 12   | 12   | 11   | 11   | 10   | 11   | 12   | 11   | 12   | 13   |

## Obecní správa
Při sčítání lidu v letech 1850–1974 Křivošín byl osadou obce Orlov, se kterým patřil nejprve do okresu Sedlčany, ale od roku 1950 v okrese Tábor. Od 1. ledna 1975 je částí města Jistebnice v okrese Tábor.